# Barsha Raut

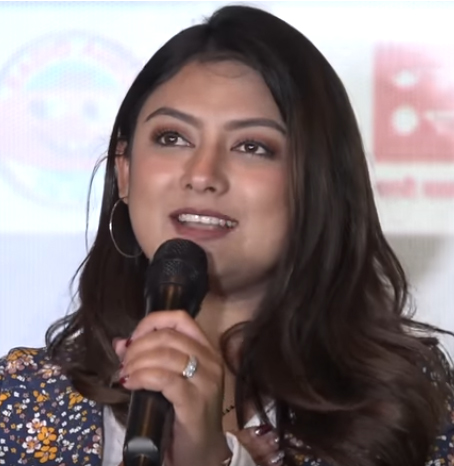
Barsha Raut

Barsha Raut (Nepali वर्षा राउत; * 14. Dezember 1993 in Humla) ist eine nepalesische Schauspielerin und Model.

## Leben und Karriere
Raut wuchs in Humla auf. Anschließend trat sie in verschiedenen Musikvideos auf. Ihr Debüt gab sie 2016 in dem Film Nai Nabhannu La 4 Im selben Jahr spielte sie in Chhakka Panja mit.
Außerdem bekam sie 2017 in Chhakka Panja 2 eine Hauptrolle. Unter anderem wurde Raut 2018 für den Film Mr. Jholay gecastet. Ihre nächste Hauptrolle bekam sie 2019 in Gopi. Am 14. Februar 2019 heiratete sie Sanjog Koirala.

## Filmografie
Filme
- 2016: Nai Nabhannu La 4
- 2016: Chhakka Panja
- 2016: Jatra
- 2017: Mero Paisa Khoi
- 2017: Chhakka Panja 2
- 2018: Mr. Jholay
- 2019: Chauka Dau
- 2019: Daal Bhat Tarkari
- 2019: Jatrai Jatra
- 2019: Gopi